# Warme

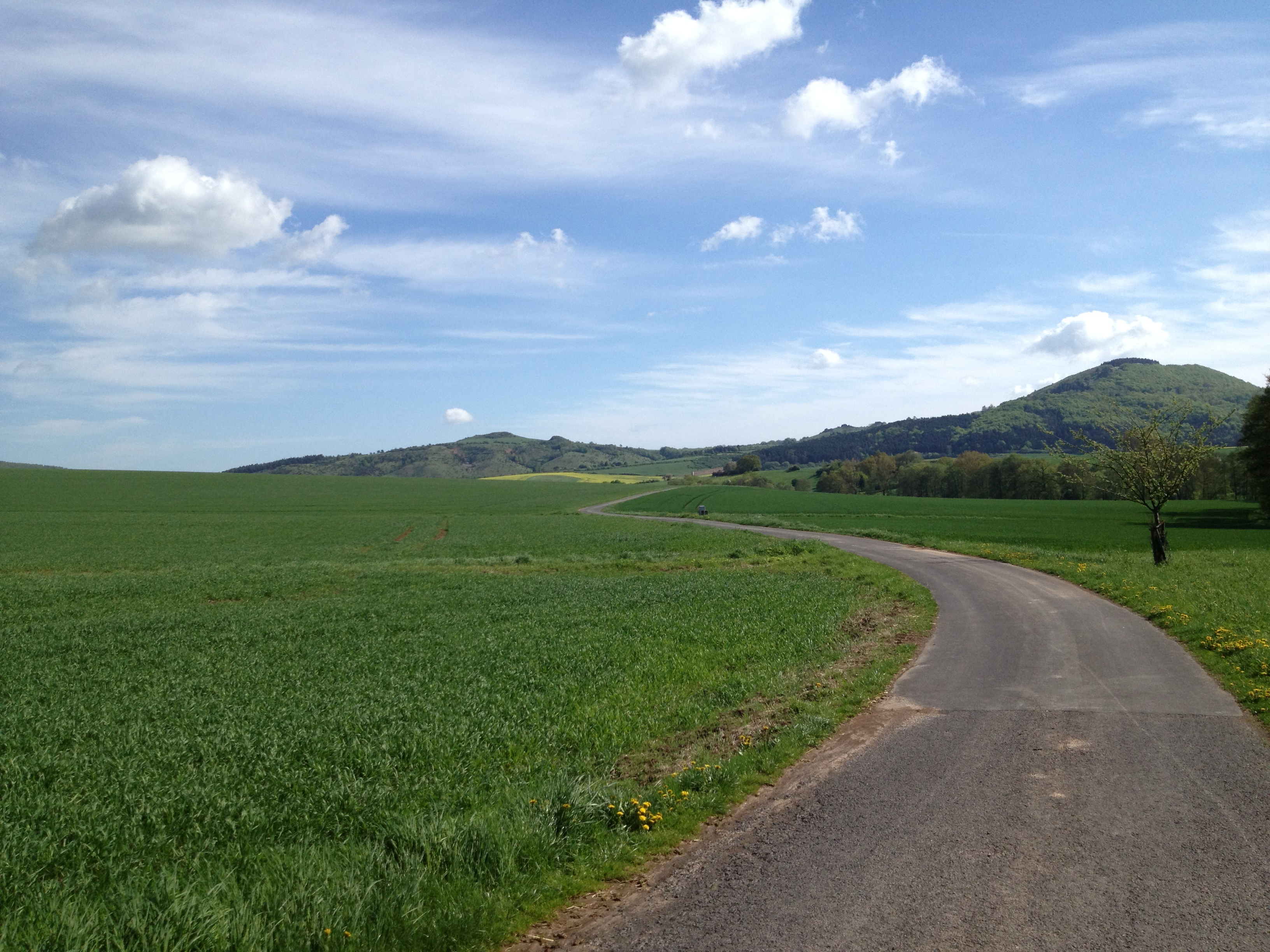
Das Warmetal im Naturraum Zierenberger Grund unterhalb des Guts Bodenhausen mit Kleinem Dörnberg (mittig) und Hohem Dörnberg (rechts)

Die Warme (auch Warmebach genannt) ist ein 33,1 km langer, südsüdöstlicher und rechter Zufluss der Diemel. Sie fließt überwiegend im Westhessischen Berg- und Senkenland und ihr Unterlauf im Niedersächsischen Bergland – gänzlich innerhalb des nordhessischen Landkreises Kassel.

## Name
Das Gewässer wurde 1350 („dy Warme“) erstmals urkundlich erwähnt. Der Name leitet sich wahrscheinlich von *Warmaha ab, einer Zusammensetzung aus dem Wort warm und dem althochdeutschen Suffix -aha für „Fließgewässer“.

## Geographie

### Verlauf
Die Warme entspringt in den Hinterhabichtswälder Kuppen in der Gemeinde Schauenburg bei Martinhagen. Ihre Quelle liegt im Naturpark Habichtswald am Osthang des Wattenberges (516,2 m ü. NHN) auf etwa 411 m Höhe.
Im Habichtswälder Bergland fließt die Warme, nach kurzem Quelllauf in Richtung Osten nach Norden durch die landwirtschaftlich genutzte Habichtswälder Senke. Darin steuert sie östlich an den Hinterhabichtswälder Kuppen mit dem Großen Bärenberg (600,7 m) sowie jeweils westlich am Hohen Habichtswald mit dem Hohen Gras (614,8 m) und dem etwas nördlich davon gelegenen Naturraum Dörnberg und Schreckenberge mit dem Hohen Dörnberg (578,7 m) vorbei. Dabei passiert sie in der Habichtswälder Senke Ehlen direkt westlich und das zu diesem Dorf gehörende Gut Bodenhausen östlich und durchfließt nach Unterqueren des Warmetalviadukts der Bahnstrecke Volkmarsen–Vellmar-Obervellmar die Kernstadt von Zierenberg.
Nördlich Zierenbergs verengt sich die Habichtswälder Senke allmählich, und die Warme fließt dort erst nordöstlich der Hinterhabichtswälder Kuppen und westlich des Naturraums Dörnberg und Schreckenberge. Dann läuft sie im Malsburger Wald vorbei am ehemaligen Gut Rangen und am Hof Strippelmann sowie durch die nördlichen Zierenberger Ortsteile Laar (mit dem Schloss Laar) und Hohenborn. Danach verlässt sie das Westhessische Bergland und den Naturpark Habichtswald etwa 1 km nordöstlich Hohenborns.
Im Unterlauf durch das zum Niedersächsischen Bergland gehörige Liebenauer Bergland (Beverplatten) fließt die Warme durch ein breites Tal zwischen Ober- und Niedermeiser. Darin münden bei Obermeiser die von Südosten heran fließende Nebelbeeke und nahe der an der Warme stehenden Fuchsmühle bei Niedermeiser der von Westen kommende Ruhrbach ein.
Weiter nördlich fließt die Warme durch Zwergen, um nach anschließendem Unterqueren der Landesstraße 3210 (Liebenau–Ostheim) und der Bahnstrecke Kassel–Warburg auf rund 140 m Höhe in die dort von Südwesten kommende Diemel zu münden; etwa 150 m westlich ihrer Mündung steht jenseits der Diemel die zu Liebenau gehörende Hünscheburg.

### Naturräumliche Zuordnung
Die Warme entspringt in der naturräumlichen Haupteinheitengruppe Westhessisches Berg- und Senkenland (Nr. 34) und in der Haupteinheit Habichtswälder Bergland (342) auf dem Osthang der Untereinheit Hinterhabichtswälder Kuppen (342.2). In Quellnähe fließt sie ein Stück durch den Nordteil des zur Untereinheit gehörenden Naturraums Breitenbacher Mulde (342.10). Dann läuft der Bach im Naturraum Zierenberger Grund (342.11) vorbei an Ehlen und durch Zierenberg und in der Untereinheit Malsburger Wald (342.4) durch Laar und Hohenborn. Hiernach fließt die Warme in die zur Haupteinheit Westhessische Senke (343) zählende Untereinheit Nordhabichtswälder Vorland (343.5) ein, in der sie im Naturraum Westuffelner Senke (343.50) durch Ober- und Niedermeiser läuft. Zuletzt fließt sie in der Haupteinheitengruppe Oberes Weserbergland (36), in der Haupteinheit Oberwälder Land (361) und in der Untereinheit Brakeler Kalkgebiet (361.0) im Naturraum Liebenauer Bergland (Bever-Diemel-Kalkbergland oder Beverplatten, 361.02/360.3) durch Zwergen, um danach in die Diemel zu münden.

### Einzugsgebiet, Wasserscheide und Zuflüsse
Das Einzugsgebiet der Warme ist 157,31 km² groß.
Das Quellgebiet der Warme liegt an der Wasserscheide von Fulda und Diemel, die Teil der Diemel-Eder/Fulda/Weser-Wasserscheide ist: Während das Wasser der Warme, die in nördliche Richtung fließt, durch die Diemel in die Weser ergießt, macht das Wasser der Ems, die etwas weiter südlich auf der Hochlage von Martinhagen entspringt und überwiegend südostwärts verläuft, einen Umweg durch die Eder und Fulda zur Weser.
Zu den Zuflüssen der Warme gehören flussabwärts betrachtet (wenn nicht anders genannt – laut im Tabellenkopf genannten Einzelnachweisen):
| Name                                                                              | Seite  | Länge (km) | Quell-          | Mündungs-       | Mündungs- ort (Lage) | Mü-Stat. (km) | EZG (km²) | GKZ       |
| Name                                                                              | Seite  | Länge (km) | höhe (m ü. NHN) | höhe (m ü. NHN) | Mündungs- ort (Lage) | Mü-Stat. (km) | EZG (km²) | GKZ       |
| --------------------------------------------------------------------------------- | ------ | ---------- | --------------- | --------------- | -------------------- | ------------- | --------- | --------- |
| Bach vom Essigberg                                                                | rechts | 03,5       | 818             | 342             | Ehlen (o)            | 30,00         |           | 446-1114  |
| Erlebach                                                                          | rechts | 03,3       | 575             | 321             | Ehlen (i)            | 28,25         |           | 446-1198  |
| Burghasunger Bach                                                                 | links  | 02,2       | 392             | 313             | Ehlen (u)            | 27,70         | 03,15     | 446-12    |
| Stöterborn                                                                        | rechts | 00,9       | 335             | 304             | Ehlen (u)            | 26,50         |           | 446-192   |
| Bach vom Rohrberg                                                                 | links  | 01,3       | 375             | 293             | Gut Bodenhausen (u)  | 25,60         |           | 446-3132  |
| Lubach                                                                            | rechts | 04,9       | 528             | 0274,5          | Zierenberg (o)       | 23,70         | 10,83     | 446-2     |
| Bach bei Welker                                                                   | links  | 01,8       | 330             | 272             | Zierenberg (o)       | 23,50         |           | 446-3112  |
| Heilerbach                                                                        | rechts | 01,8       | 375             | 265             | Zierenberg (o)       | 22,85         | 02,03     | 446-312   |
| Bach von Wichmannsen                                                              | links  | 02,3       | 340             | 263             | Zierenberg (o)       | 22,50         |           | 446-3132  |
| Bach vom Zierenberger Tunnel                                                      | rechts | 01,3       | 320             | 251             | Zierenberg (i)       | 21,45         |           | 446-3136  |
| Zierenberger Bach                                                                 | links  | 02,3       | 355             | 246             | Zierenberg (u)       | 20,85         |           | 446-3138  |
| Kringelbach                                                                       | links  | 01,7       | 300             | 234             | Zierenberg (u)       | 19,25         | 19,30     | 446-3154  |
| Landwehrgraben                                                                    | links  | 03,4       | 337             | 226             | Gut Rangen (o)       | 18,50         |           | 446-3156  |
| Bach beim Hof Strippelmann                                                        | links  | 02,2       | 317             | 214             | Hof Strippelmann (n) | 16,75         | 01,47     | 446-316   |
| Bach vom Haselgrund                                                               | links  | 02,8       | 285             | 212             | Laar (o)             | 15,60         |           | 446-31722 |
| Langer Grund-Bach                                                                 | links  | 01,7       | 221             | 190             | Hohenborn (u)        | 12,20         | 10,95     | 446-32    |
| Nebelbeeke                                                                        | rechts | 10,8       | 345             | 176             | Obermeiser (u)       | 09,85         | 34,05     | 446-4     |
| Bach vom Wattberg                                                                 | rechts | 02,4       | 225             | 174             | Obermeiser (u)       | 08,85         |           | 446-512   |
| Bach am Bodenberg                                                                 | rechts | 02,3       | 217             | 166             | Niedermeiser (o)     | 07,50         |           | 446-514   |
| Ruhrbach                                                                          | links  | 06,1       | 277             | 165             | Niedermeiser (i)     | 06,85         | 12,56     | 446-6     |
| Bach von der Frenschen Warte                                                      | rechts | 02,5       | 228             | 164             | Niedermeiser (u)     | 06,65         |           | 446-912   |
| Bach vom Warmberg                                                                 | rechts | 01,3       | 225             | 151             | Zwergen (u)          | 02,55         |           | 446-992   |
| Abkürzungen (Lage): o = oberhalb, i = im, u = unterhalb vom, n = nahe Mündungsort |        |            |                 |                 |                      |               |           |           |

## Galerie

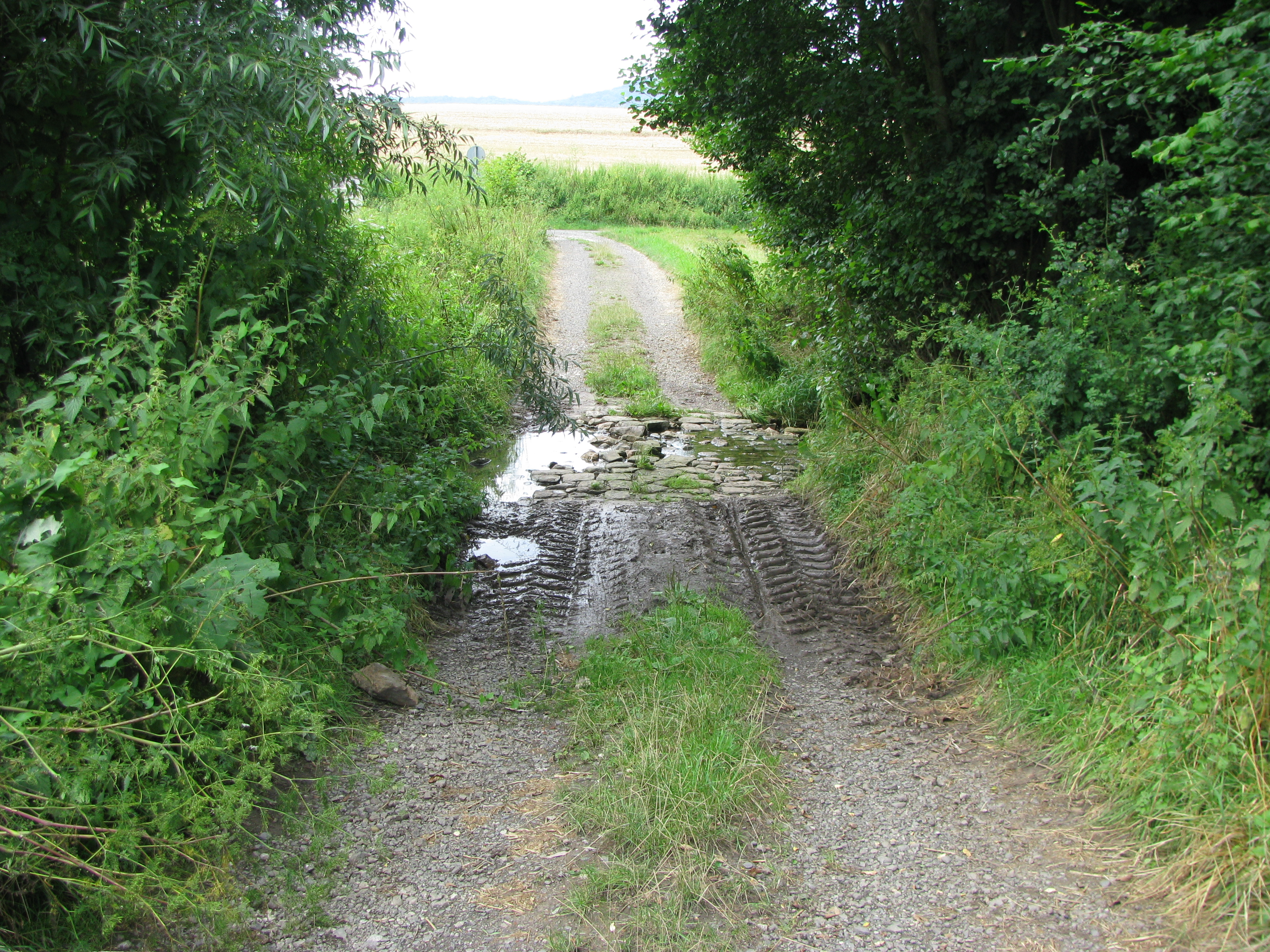
Furt durch die Warme südlich der Neuen Mühle bei Zierenberg
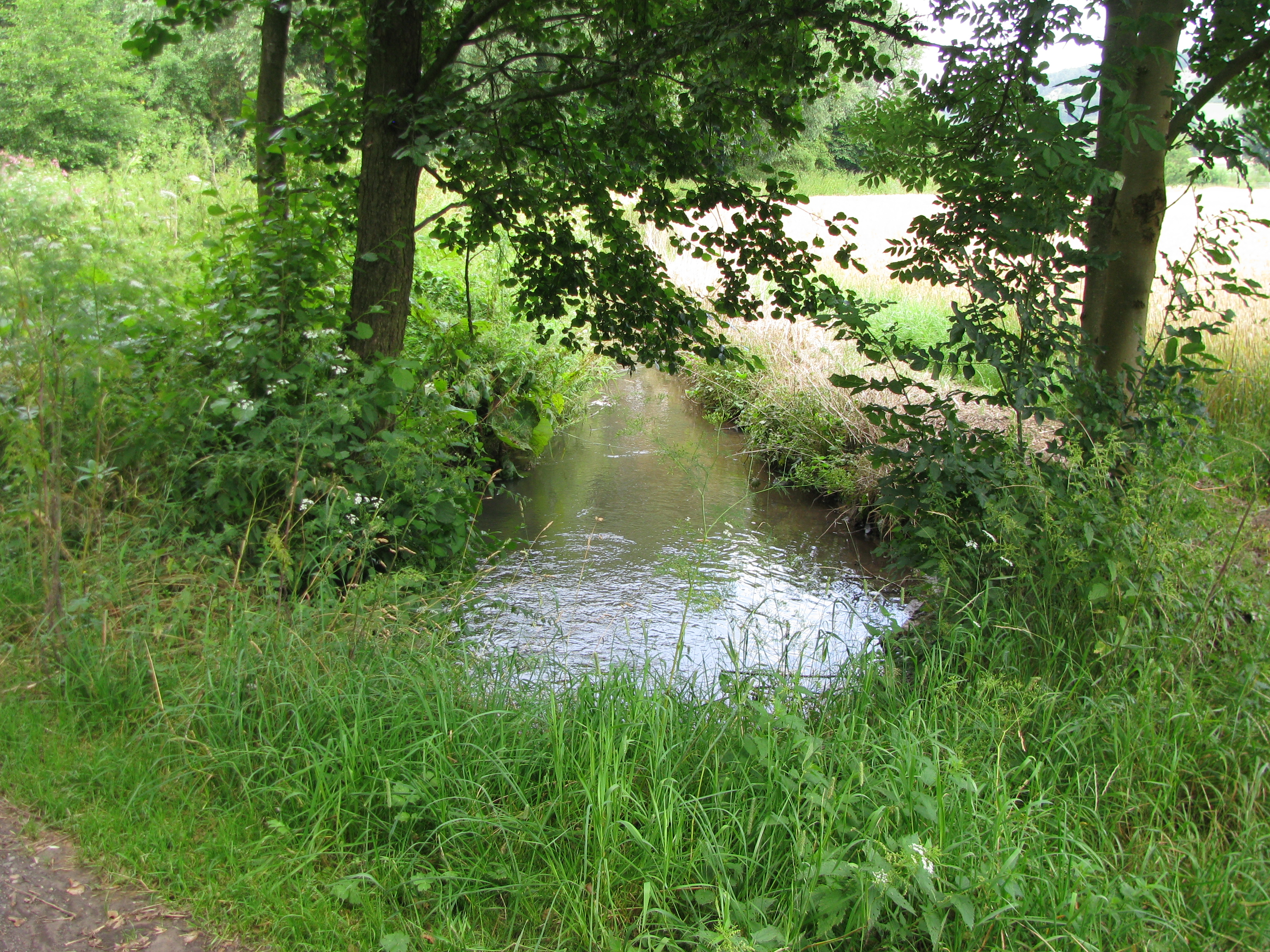
Der Mühlenkanal neben der Warme zur Neuen Mühle bei Zierenberg
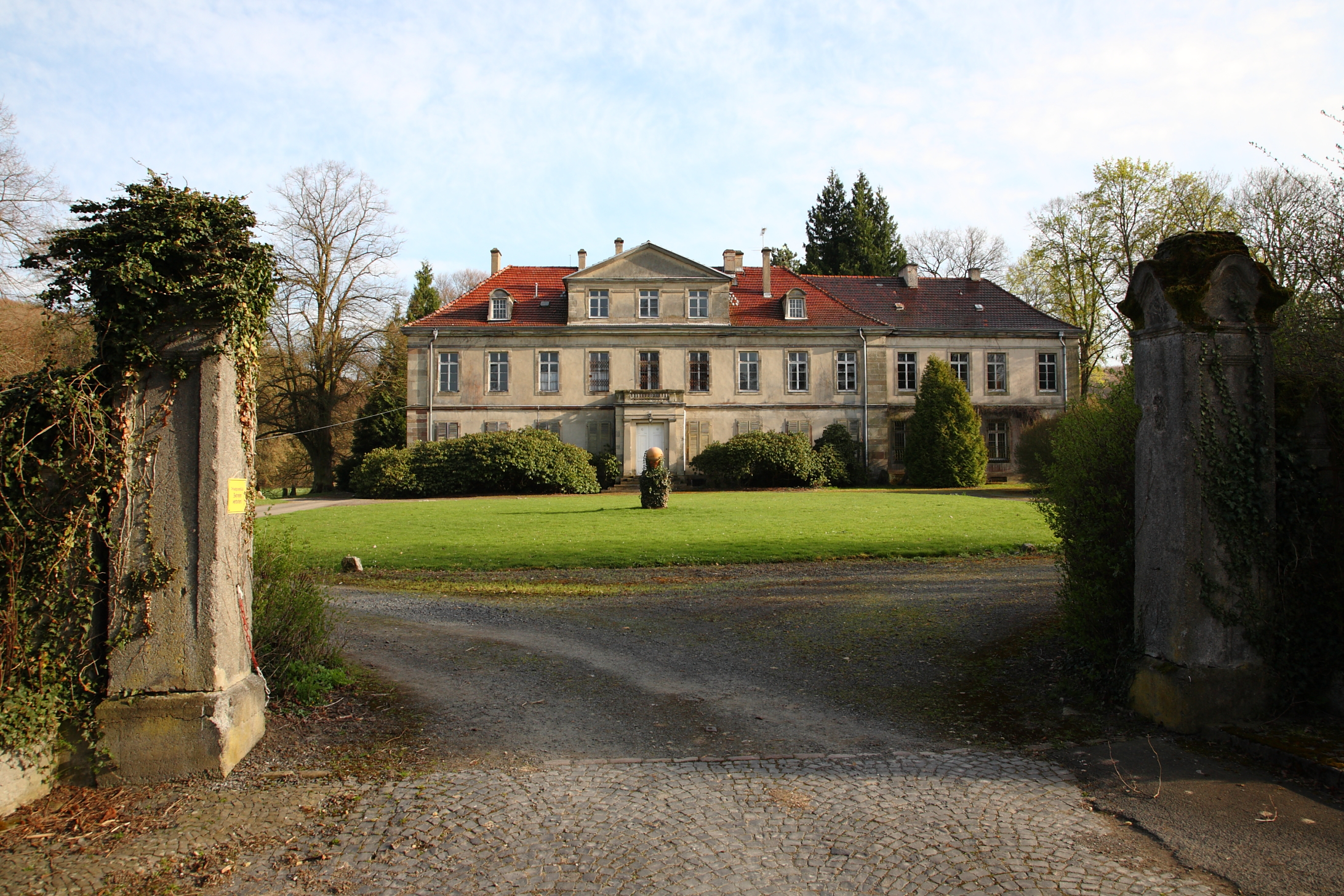
Schloss Laar an der Warme (2011)
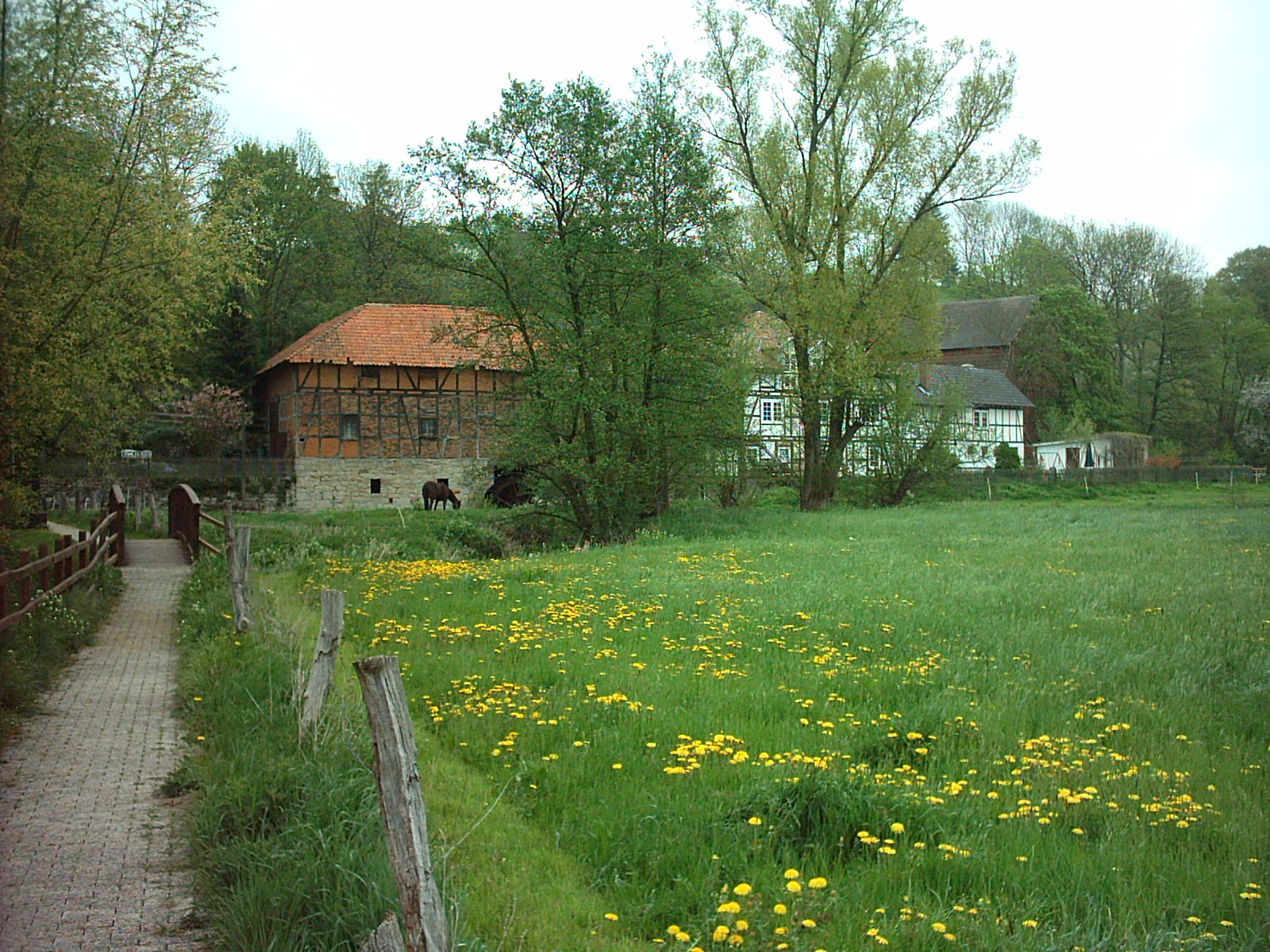
Die Fuchsmühle an der Warme bei Niedermeiser (2004)

## Sehenswertes
Zu den Sehenswürdigkeiten an oder nahe der Warme gehören neben der Landschaft des Naturparks Habichtswald:
- Großer Bärenberg – mit Aussichtsturm Bärenbergturm
- Hoher Dörnberg – mit Nebenkuppen – als „Aussichtsberg“
- Zierenberg – mit mittelalterlicher Kernstadt

## Wandern und Radwandern
- Abschnittsweise wird die Warme vom Löwenweg und Märchenlandweg begleitet und mancherorts überquert.
- Zwischen der Gehöftgruppe Bodenhausen und dem Habichtstein führt der Studentenpfad über den Bach.
- Von Zierenberg, wo er den Habichtswaldsteig unterquert, bis Laar, wo der Fulda-Diemel-Weg hinüber führt, läuft der Europäische Kulturfernwanderweg Hugenotten- und Waldenserpfad entlang dem Bach.
- Entlang der Warme führt, mal dies- und mal jenseits des Bachs, der Warmetal-Radweg.